# Banco Cabo-Verdiano de Negócios
El Banco Cabo-Verdiano de Negócios és un servei bancari de Cap Verd. L'entitat bancària es troba a la segona ciutat important de Cap Verd, Mindelo a l'illa de São Vicente. L'empresa va ser coneguda com a Banco Totta de Cabo Verde, una filial local de la Banco Totta e Açores portuguesa adquirit per Banco Santander en 2000, però més tard esdevingué 100% capverdiana.